# سوزان براونيل أنتوني الثانية
سوزان براونيل أنتوني الثانية (26 يوليو 1916-8 يوليو 1991)، صحفية أمريكية، وكاتبة وناشطة ومستشارة في مجال تعاطي المخدرات. نشأت في إيستون في ولاية بنسلفانيا، وتخرجت من جامعة روتشستر عام 1938. نشطت أثناء دراستها في القضايا التقدمية، وعانت أيضًا من إدمان الكحول. دعمت السلمية، والحركة المناهضة للفاشية، وإلغاء الفصل العنصري في الإسكان، وحقوق المرأة، وانخرطت في مناصرة إلغاء ضريبة الرؤوس كعقبة أمام حق المرأة في التصويت، ودعمت مراكز رعاية الأطفال للأمهات العاملات. عملت كمراسلة لصحيفة ذا واشنطن ستار، وأكملت درجة الماجستير في العلوم السياسية عام 1941 في الجامعة الأمريكية.
بدأت أنتوني في نشر كتب معنية بقضايا المرأة في أربعينيات القرن العشرين، واستضافت برنامجًا إذاعيًا نسائيًا في مدينة نيويورك. انضمت إلى منظمة مدمنو الكحول المجهولون وتخلصت من إدمانها. استضافت برنامجًا في إذاعة ورل في بوسطن، ويهدف هذا البرنامج لتثقيف الناس حول إدمان الكحول وعلاجه كمرض.
انتقلت إلى فلوريدا في أوائل خمسينيات القرن العشرين، وعملت كصحفية في كي ويست سيتزن. لفتت علاقتها مع الناشطين الليبراليين وتعاملها مع القضايا الليبرالية انتباه لجنة الأنشطة غير الأمريكية التابعة لمجلس النواب. وحصلت على الجنسية البريطانية لتجنب الاستجواب، إذ كان زوجها مزارعًا بريطانيًا يعيش في جامايكا. عملت صحفيةً في ذا جلينر أثناء تواجدها على الجزيرة.
هُددت أنتوني بالترحيل من قبل المسؤولين الذين زعموا تخليها عن جنسيتها الأمريكية، عندما تطلقت في عام 1960 وحاولت العودة إلى الولايات المتحدة. استعادت جنسيتها بعد كفاح دام تسع سنوات، تخلله حصولها على درجة الدكتوراه في اللاهوت والتدريس في فلوريدا. تنقلت أنتوني بين جميع أنحاء الولايات المتحدة، وألقت المحاضرات حول قضايا حقوق المرأة والصَحو. شاركت في عام 1975 في تأسيس نادي وايسايد هاوس في دلراي بيتش في فلوريدا، لمساعدة النساء الأخريات في الحفاظ على صَحوهن. كُرّمت لعملها مع مدمني الكحول من قبل لجنة إدمان الكحول والمخدرات التابعة لمجلس الشيوخ الأمريكي. واصلت نشر الكتب خلال ثمانينيات القرن العشرين، كما نشرت سيرتها الذاتية. توفيت أنتوني بسرطان العظام عام 1991، وتبرعت بأوراقها لجامعة روتشستر.

## النشأة
ولدت سوزان براونيل أنتوني الثانية في 26 يوليو 1916 في إيستون بولاية بنسلفانيا، وهي ابنة شارلوت (ساذرلاند قبل الزواج) ولوثر بيرت أنتوني. انتقل والدها إلى إيستون عام 1898، ليعمل مدربًا في التمثيل في كلية لافاييت، واشتُهر ككاتب مسرحي وناقد درامي. لم تمكنه كتابة المسرحيات- ولا التمثيل- من كسب لقمة العيش، فعمل كمدير منطقة في مؤسسة دان وبرادستريت لثلاثين عامًا، ثم في الخدمة المدنية حتى تقاعده. أما والدتها فقد ولدت في جامايكا وعملت ككاتبة ومحاضرة. جدها لأبيها جاكوب ميريت أنتوني هو الأخ الأصغر لناشطة حق تصويت المرأة سوزان براونيل أنتوني الأولى.
نشأت أنتوني في إيستون في حي كوليج هيل، حيث اعتادت قضاء الصيف في كوخ العائلة في راوبسفيل. تخرجت بامتياز كبير في عام 1938، وحصلت على شهادة في العلوم السياسية من جامعة روتشستر في منحة دراسية باسم عمتها الكبرى والتي سُميت هي باسمها. بدأت شرب الكحول بسبب مشاكل متعلقة بالوزن وتدني تقدير الذات. انخرطت في الوقت ذاته في مناصرة بعض القضايا الاجتماعية، مثل العدالة العرقية، ومحاربة الفقر، وحركة السلام. ضغطت من أجل رفع حظر الأسلحة عن الجمهورية الإسبانية حتى يتمكنوا من محاربة الفاشية. انضمت أيضًا إلى المؤتمر الوطني للزنوج، وضغطت من أجل الحقوق المدنية للسود.

## مسيرتها المهنية
بدأت أنتوني حياتها المهنية في مكتب الإدارة الوطنية للشباب في واشنطن العاصمة في عام 1938. وانضمت في العام التالي، إلى طاقم صحيفة ذا واشنطن ستار، وشرعت في كتابة مقالات عن قضايا المهاجرين والنساء لدوريات مثل كريستشن ساينس مونيتور ومجلة نيويورك تايمز. تزوجت من هنري هيل كولينز جونيور في عام 1940، الذي عمل كاقتصادي في وزارة العمل. انغمست في نفس العام بقراءة «في حماية المرأة»، وهي أطروحة لعضوة الحزب الشيوعي ماري إنمان، وتقيّم فيها الأنظمة الاجتماعية والاقتصادية التي احتالت على النساء، وقد تأثرت بها كثيرًا، وزادت من التزامها بالعمل من أجل قضايا المرأة. أكملت درجة الماجستير في العلوم السياسية من الجامعة الأمريكية في عام 1941.
انضمت في عام 1942 إلى جلسات استماع حول مشروع القانون الذي رعاه عضو مجلس الشيوخ عن ولاية فلوريدا كلود بيبر، إذ اقترح تشريعًا وطنيًا لإلغاء ضريبة الرؤوس. دعمت وناشطات أخريات مثل فيرجينيا دور ولوسي راندولف ماسون حركة إلغاء ضريبة الرؤوس. وعلى الرغم من فشل مشروع قانون بيبير، فقد استمرت أنتوني في دعمها لإلغاء القوانين التي تقضي بدفع ضرائب الرؤوس من أجل الاقتراع، وألقت خطابات في حرم الجامعات، كما فعلت في كلية برين ماور، وناصرت إلغاء قوانين نزع حق الاقتراع لعدة سنوات.
نشرت أنتوني أثناء مسيرتها الصحفية، كتابها الأول «من المطبخ نحو العالم الخارجي» في عام 1943. تركت ذا واشنطن ستار في عام 1944، وبدأت العمل في قاعدة واشنطن البحرية لتنشر مقالها «العمل في القاعدة البحرية» في نسخة مايو من مجلة ذا نيو ريببلك. عُيّنت من قبل جريدة منزل السيدات في عام 1944 لاستكشاف وضع النساء كربات للمنازل وعاملات، وعملت مع ميلدريد فيرتشايلد وآن وينتوورث شاين من كلية برين ماور، لكتابة مقالة النساء خلال الحرب وما بعدها، والتي نشرها مكتب الولايات المتحدة للمرأة. انطوت وجهات نظرها حول حقوق المرأة على «رؤية نسوية حديثة»، وشملت تقاطع أشكال التمييز المتعلقة بأوجه عدم المساواة على أساس الطبقية واللون والعرق. اعتبرت التدبير المنزلي وسيلةً لتقييد النساء وإبقائهن في المجال التقليدي. شجعت النساء على العمل خارج المنزل، وآمنت بوجوب تكامل جهود المرأة مع الرجل لربح الحرب.
انتقلت أنتوني في عام 1946 إلى مدينة نيويورك واستضافت البرنامج الإذاعي «إنه عالم النساء» في إذاعة دبليو إم سي إيه. انتهى البرنامج بعد تسعة أشهر، وأُعيد بثه في إذاعة دبليو إل آي بي، لكنه استمر لشهر ونصف فقط. سعى العرض إلى تنوير ربات البيوت عن الأنشطة التي يمكنهن ممارستها خارج المنزل، وهو موضوع أثار الجدل في ذلك الوقت. قالت انتوني عن تلك الفترة من حياتها: «امتلكت جرأة الظهور على الهواء كل يوم مع أولات الرائعات أمثال مارجريت سانجر، والسيدة روزفلت، وجودي هوليدي، ومن يخطر في بالكم، صرن على الهواء في هذا البرنامج. حاولت حبس أنفاسي العبقة برائحة المارتيني وإخفاء آثار ثمالتي، لأني اعتدت السهر في حانات غرينتش حتى الرابعة صباحًا من يوم البث. افتُضحت أخيرًا، وعلمت أن تلك ستكون نهايتي. حاولت في ذلك الوقت تغيير العالم وإنقاذه، وعشت متضورة من الجوع. لم أعرف ماهية الجوع، لكنّي أدركت أن الخمر لن يملأ فراغه». انضمت إلى منظمة مدمنو الكحول المجهولون، وشقت طريقها نحو التعافي.
أصبحت أنتوني من مؤسسات كونغرس النساء الأمريكيات في عام 1946، وكانت من بين اللاتي رخّصن المنظمة في عام 1947. كان الكونغرس فرعًا رسميًا للاتحاد النسائي الديمقراطي الدولي في الولايات المتحدة، لكنه أيد السوفييت رغم كونه منظمة مناهضة للفاشية. دعمت المنظمة السياسات التقدمية التي تمنح المرأة الحقوق الكاملة والمساواة في كل من المنزل والمجال الاقتصادي. دعمن التنظيم العمالي والحقوق المدنية، وأدنَّ اعتداءات مناهضة الشيوعية على الليبراليين. على الرغم من شمولية الأعضاء للعديد من الشيوعيين أو أعضاء الجبهة الشعبية، إلا أن العضوية في المنظمة لم تقتصر عليهم، وشملت تنوعًا كبيرًا من النساء الليبراليات من الطبقة المتوسطة، مثل إليانور فليكسنر وإليزابيث جورلي فلين وماري فان كليك وكورنيليا برايس بينشوت، إضافةً إلى أنتوني.
نشطت أنتوني في عصر اتسم بمعاداة النسوية، وقبل عقدين من أحداث حركة تحرير المرأة وحركة الحقوق المدنية في ستينيات القرن العشرين، وربطت مناهضة العنصرية بالتحيز الجنسي كنضالات متماثلة. شغلت منصب مندوبة الكونغرس في لجنة الأمم المتحدة المعنية بوضع المرأة في عام 1948، وتابعت عملها في المنظمة بنشاط حتى استقالت في عام 1950.